# Miss Thang
A Miss Thang című album Monica amerikai énekesnő első albuma. 1995-ben jelent meg, a legtöbb dal producere Dallas Austin volt. Az amerikai Billboard 200 albumslágerlista 36. helyéig jutott. Több mint 3,4 millió eladott példánnyal háromszoros platinalemez lett.
Mind a négy kislemeze sikert aratott, közülük kettő, a Don’t Take It Personal (Just One of Dem Days) és a dupla A oldalas Like This and Like That/Before You Walk Out of My Life listavezető lett a Billboard Hot R&B/Hip-Hop Songs listán; ezzel Monica a legfiatalabb előadó, akinek egymás után két listavezető dala lett ezen a listán.
A Tell Me If You Still Care a The SOS Band azonos című, 1983-as dalának feldolgozása.

## Számlista
| #               | Cím                                                   | Szerzők                                                            | Hossz |
| --------------- | ----------------------------------------------------- | ------------------------------------------------------------------ | ----- |
| 1.              | Miss Thang                                            | Dallas Austin                                                      | 3:52  |
| 2.              | Don’t Take It Personal (Just One of Dem Days)         | Dallas Austin, Willie James Baker, Derek Simmons, James Todd Smith | 4:18  |
| 3.              | Like This and Like That (feat. Mr. Malik)             | Dallas Austin, Colin Wolfe                                         | 4:41  |
| 4.              | Get Down                                              | Tim Kelley, Bob Robinson                                           | 4:22  |
| 5.              | With You                                              | Tim Kelley, Bob Robinson                                           | 4:50  |
| 6.              | Skate                                                 | Dallas Austin, Colin Wolfe                                         | 4:26  |
| 7.              | Angel                                                 | Arnold Hennings                                                    | 4:44  |
| 8.              | Woman in Me (Interlude)                               | Tim Kelley, Bob Robinson                                           | 1:36  |
| 9.              | Tell Me If You Still Care                             | J. Harris, T. Lewis                                                |       |
| 10.             | Let’s Straighten It Out (feat. Usher)                 | Dallas Austin. B. Latimore                                         | 4:25  |
| 11.             | Before You Walk Out of My Life                        | Andrea Martin, Kenneth Martin, Carsten Schack                      | 4:53  |
| 12.             | Now I’m Gone                                          | Tim Kelley, Bob Robinson                                           | 4:39  |
| 13.             | Why I Love You So Much                                | Daryl Simmons                                                      | 4:30  |
| 14.             | Never Can Say Goodbye                                 | Arnold Hennings                                                    | 5:02  |
| 15.             | Don’t Take It Personal (Just One of Dem Days) (Remix) | remix: Dallas Austin                                               | 3:50  |
| 16.             | Forever Always                                        | Arnold Hennings                                                    | 5:02  |
| Japán bónuszdal |                                                       |                                                                    |       |
| 17.             | Time                                                  |                                                                    | 4:35  |

## Kislemezek
- Don’t Take It Personal (Just One of Dem Days) (1995 május)
- Before You Walk Out of My Life (1995 október)
- Like This and Like That (1996)
- Why I Love You So Much/Ain’t Nobody (1996 május)

## Helyezések
| Slágerlista                          | Adatforrás | Legfelső helyezés | Minősítés       | Eladott példányszám |
| ------------------------------------ | ---------- | ----------------- | --------------- | ------------------- |
| USA Billboard 200                    | Billboard  | 36                | 3× platinalemez | 3 000 000+          |
| USA Billboard Top R&B/Hip-Hop Albums | Billboard  | 7                 | 3× platinalemez | 3 000 000+          |